# Björnbergstjärnen (Edefors socken, Norrbotten)
Björnbergstjärnen är en sjö i Bodens kommun i Norrbotten och ingår i Luleälvens huvudavrinningsområde.